# Bullet for My Valentine (EP)
Bullet for My Valentine è il primo EP dell'omonima band metalcore. L'EP fu pubblicato nel Regno Unito il 15 novembre del 2004 e a promuoverlo fu il video di Hand of Blood.

## Tracce
1. Hand of Blood – 3:38
2. Cries in Vain – 3:59
3. Curses – 3:58
4. No Control – 3:33
5. Just Another Star – 2:55

Traccia bonus nell'edizione giapponese
1. 4 Words (To Choke Upon) – 3:43